# Королівка (Звягельський район)
Королі́вка — село в Ємільчинській селищній громаді Звягельського району Житомирської області.. Населення становить 258 осіб.

## Історія
У 1906 році село відоме, як слобода Королівка, Емільчинської волості Новоград-Волинського повіту Волинської губернії, дворів 60, мешканців 373. Відстань від повітового міста 53 версти, від волості 14.
У 1923—1960 роках — адміністративний центр Королівської сільської ради Ємільчинського району.